# Тарайка
Тара́йка — посёлок в Котельском сельском поселении Кингисеппского района Ленинградской области.

## История
С 1917 по 1924 год посёлок Ново-Стеклянский входил в состав Бабинского сельсовета Котельской волости Кингисеппского уезда.
С 1925 года в составе Савикинского сельсовета.
Согласно данным переписи населения СССР 1926 года в посёлке Новостеклянский Пилловского сельсовета проживали 39 человек, большинство русские, а также  эстонцы.
С 1927 года в составе Крикковского сельсовета Кингисеппского района.
С 1928 года в составе Большелуцкого сельсовета.
С 1940 года в составе Руддиловского сельсовета.
C 1 августа 1941 года по 31 января 1944 года посёлок находился в оккупации.
С 1 января 1948 года посёлок Ново-Стеклянский учитывается областными административными данными как посёлок Тарайка.
С 1954 года в составе Котельского сельсовета.
По данным 1966, 1973 и 1990 годов посёлок Тарайка также входил в состав Котельского сельсовета.
В 1997 году в посёлке Тарайка проживали 85 человек, в 2002 году — 60 человек (русские — 93 %), в 2007 году — 57.

## География
Посёлок расположен в восточной части района на автодороге 41К-008 (Петродворец — Криково).
Расстояние до административного центра поселения — 9 км.
Расстояние до ближайшей железнодорожной станции Котлы — 13 км.
Через посёлок протекает река Солка (Тарарайка).

## Демография
| 2007 | 2010 | 2017 |
| ---- | ---- | ---- |
| 57   | ↘23  | ↗39  |

### Национальный состав
Согласно данным Всероссийской переписи населения 2021 года в посёлке проживал 31 человек, из них:
 русские — 26, таджики — 3, белорусы — 1, удмурты — 1 человек.

## Инфраструктура
Близ посёлка расположены песчаные карьеры «Воронья гора», «Тарайка-3» и «ДЭУ-43».

## Экология
Постановлением правительства Российской Федерации от 08.10.2015 № 1074 посёлок Тарайка включён в перечень населённых пунктов, находящихся в границах зон радиоактивного загрязнения вследствие катастрофы на Чернобыльской АЭС и отнесён к зоне проживания со льготным социально-экономическим статусом.